# ハッチポッチステーション
『ハッチポッチステーション』（英称:HOTCH POTCH STATION）は、1995年から2005年にかけて、NHK衛星第2テレビジョン（BS2）およびNHK教育テレビジョンで放送された子供向け番組。

## 概要
パペットと人間の掛け合いで展開される一種の人形劇で、滅多に列車が来ない架空の駅「ハッチポッチステーション」で起きる日常生活のドタバタを描くコント風の番組。番組タイトルに用いられる「ハッチポッチ」とは、「ごった混ぜ」「寄せ集め」という意味を指す英単語である "hotchpotch" に由来する。全体のストーリーの間にショートコーナーが織り込まれる形で展開される。
当初は、1995年からBS2で放送されていた『にこにこぷんがやってきた』の後半番組のパペットショーとして放送開始した。当時は関根勤が出演しており、回によってはゲスト（電車から降りてくる乗客という役であり、第1回は田中義剛が出演）を迎えることもあった。放送時間は13分しかなかった。なお、編成上は『にこにこぷんがやってきた』から独立しており、『にこにこぷんがやってきた パペットショー』というタイトルだった。
これが好評だったことから、1996年4月1日からは教育テレビに移行した上で、新たに独立した番組となった。同時に実写の出演者が関根勤からグッチ裕三に交代した。グッチは番組独立化に当たって、プロデューサーにエド・サリヴァン・ショーのビデオを見せ、エド・サリヴァン・ショーの世界観を人形劇で再現したいと伝え、ストーリーのオチは作家が考えた台本を元にグッチ自らが考えるなど、グッチの芸風を交えた音楽バラエティ的な要素が強まることとなる。
番組の合間合間に繰り出されるギャグやパロディの中には、子供に理解できるとは言い難い、明らかに親世代向けのものも時折混じっていた。これはグッチ裕三曰く「子供は親が笑うと幸せ感じる」ことを狙っていたからである。また、ジャーニーが落語をするシーンがあったり、グッチと交友のある人物（モト冬樹、石橋貴明など）に関するネタが行われた回も存在している。グッチ自身も「（自分が）インプットしたすべてを詰め込んだ」番組だったと言い、グッチにとっても思い入れの強い番組となっている。
これによって子供と一緒に番組を見ている保護者らにも好評を博し、教育テレビを代表する人気番組となった。NHKの海外向け放送を通じて、世界50か国で放送された。2003年、第11回スポニチ文化芸術大賞優秀賞受賞作品。
放送ライブラリーではハッチポッチあんこーるの第1回あつまれ みんなの広場 ハッチポッチステーションの第1回が公開。

### 放送時間の変遷
番組独立時当初の放送時間は8時20分 - 8時30分で、夕方にも朝の再放送を行って、2週間の間隔で内容が変わっていた。その後何度か放送時間の変更を経て、1999年度の後期からは朝の放送が廃止されて夕方のみの放送となった。
2003年度から、後身となる新パペットバラエティ『クインテット』の放送を開始させる事に伴い、2003年4月4日をもってレギュラー放送は終了したが、同月から『みんなの広場だ!わんパーク』の後番組として、『あつまれ!みんなの広場ハッチポッチステーション』のタイトルで番組自体は公開録画形式に変わり、新しく日曜17:00 - 18:00に移動（隔週で『夢りんりん丸』とのローテーション）。放送時間拡大に伴い、新コーナーも次々と登場した。しかし、この番組は2004年3月をもって1年間で終了した。
公開録画版の開始と同時期の2003年4月8日より水曜日と木曜日と金曜日の未明の週3回、『ハッチポッチあんこーる』と題して過去の再放送を開始した。内容は、2003年度は本放送時のコーナーを再構成して作られた『あんこーる』オリジナルの放送だったが、2004年度以降は基本的に本放送の再放送に変更された（尺合わせのために、本放送時には含まれていなかったコーナーを追加するケースもあった）。2005年度からはスタッフロールを新規のものに差し替えて放送。そして、この『あんこーる』も2005年11月1日（2日未明）放送分をもって終了し、『ハッチポッチステーション』は10年間の放送の歴史に終止符を打った。

### 放送終了後
2021年11月23日、NHKG（総合）の特番『おげんさんといっしょ』第5回に、グッチ、ジャーニー、ダイヤが、後継番組『クインテット』のパペット版アキラ、フラット、アリアと一緒にVTRで登場。QUEEN「ボヘミアン・ラプソディ」の曲を元に童謡「犬のおまわりさん」を歌った過去の放送の一部が紹介された。さらに星野源とネズミの声を演じる宮野真守も加わり、アキラのピアノ伴奏で「うちで踊ろう」を歌った。
2022年3月31日の『コレナンデ商会』最終回ではジャーニー、ダイヤ、トランクがゲスト出演した。本作開始から27年続いたNHKのパペットバラエティシリーズは同放送回をもって終了している。
2023年4月7日から4月28日まで『Eテレタイムマシン』レギュラー放送の第一弾タイトルとして第1期（1996年度）の初回から第12回までの再放送が行われた（アニメコーナー「動物オリンピック」は権利の都合上省略）他、同年11月17日にも、「秘宝スペシャル」と題してBS2時代（1995年度）から1995年4月3日の第1回放送など一部回が再放送された。
2023年12月からNHKプラステレビアプリの告知CMとして、グッチがニャンちゅう、コッシー（『みいつけた!』）、ぽぅぽ（『いないいないばあっ!』）といったEテレのキャラクターたちと共演する番組オープニングのセルフパロディ映像が放送された。
2024年5月3日には、NHKラジオ第1で『ラジオでハッチポッチステーション』が放送。MCの柘植恵水とともにグッチ、ジャーニー、ダイヤ、エチケットが生放送で放送当時の裏話や音楽について語ったり、当時の視聴者たちと生電話での会話を行うなどした。

## 登場キャラクター
グッチ
演 - グッチ裕三
番組中で数少ない実写の人間として登場。冒頭では必ず替え歌を歌いながら登場する（第1期の頃はこの流れは無かった）。駅構内で初期はホテル、第2期はシネマ、第3期以降はカルチャースクールを経営していた。ミス・ダイヤモンドのファン。
ジャーニー・タビスキヤネン三世
声 - 林家こぶ平（現・林家正蔵）
駅の改札係。車掌も勤める。遅刻が多く駅長にしかられる事もしばしば。ミスターエクスプレスの運転手になるのが夢。緑色の制服と灰色の肌が特徴で、スキンヘッドである。好物はアンパンと牛乳。梅干しが死ぬ程嫌いだという（BS版の第1回より）。ミス・ダイヤモンドの大ファン。通称「ジャーニー」。
ダイヤグラム/ミス・ダイヤモンド
声 - 兵藤まこ
構内のコンビニ「トランクマート」の店員。力持ちで怒ると怖いため、ジャーニーらから怖れられている。金儲けに余念が無い。映画スターのミス・ダイヤモンドである事を隠しながら働いている（第1期（1996年度）の1週目の放送では自らが落とした日記を拾ったグッチとジャーニーに「友達」としていた）。当初はHPショップ（キヨスク）を経営していた。通称「ダイヤ」。
BS版（1995年度）では「ミス・ダイヤ」の容姿で「ハッチポッチショップ」の店員（教育テレビ版「ダイヤさん」の設定を兼任）であり、ジャーニーが好意を寄せる人物である。
トランク
ダイヤのペットである、黄色の犬。第1期（1996年度）の1週目の放送でダイヤが拾ったトランクの中から出て来たことから、「トランク」と名付けられた。言葉を話すことは出来ないものの非常に賢く人間の言葉を理解でき、人間とコミュニケーションがとれる。たまにトランクの中から不思議なものを出す。実際にBS版（1995年度）の3週目の放送ではダイヤが「自分の飛行機があったらいいな」とうっかり口を滑らすとトランクの中から飛行機が飛び出し、ジャーニーとマスターを困らせた事があった。
エチケットじいさん
声 - 中尾隆聖
1999年度から登場。ハッチポッチステーションの近くに引っ越してきた謎の老人。関西弁を話す。どこに住んでいるのかは誰も知らない。かつてトランクがエチケットじいさんの家を訪問した事があるが、どこにあるのかを忘れてしまった。グッチらが歌などで何処に住んでいるか無理に聞こうとしたが、失敗した。「これ、エチケットやで」が口癖。杖とめがねがトレードマーク。
駅長
ハッチポッチステーションの駅長。ジャーニーの事をよく叱っている。第1期（1996年度）には音声のみで登場して、やはりジャーニーを叱っていたが、それ以後は他の登場人物の台詞で存在が語られているだけで、画面内に登場したことは一度も無い。
ツトーム・関根
演 - 関根勤
BS版のみ登場。駅前のレストランの経営者で、ジャーニーに朝食や昼食を届けに来ることもある。通称「マスター」。実写の人間としては、グッチの前任である。上記の役名はBS版の第1回でナレーターの説明とテロップで紹介されたが、その後は画面上でも表示される事はなかった。
チケット・タベルノスキー
声 - 見栄晴
第2期のみ登場していたキャラクター。ジャーニーの後輩で、高級レストランのお坊ちゃん。車掌に昇格したため、第3期以降は未登場。
『"WHAT'S ENTERTAINMENT?"』のタイトルに登場する番組のプロデューサーは彼にそっくりだが、関係性は不明。
タービー・スキデッセン
声 - 林家こぶ平
かつて数回登場した著名なトラベル作家。ジャーニーのそっくりさんだが、ジャーニーとの関係性は不明。
リトルグッチーズ
グッチ裕三とグッチーズの5人をモチーフにした人形。歌のコーナーで曲の演奏やバックコーラスをしている。エキストラで本編に登場する時もある。

### その他
上記以外にも、この番組には多くの人物が登場する。そしてそのほとんどをグッチ裕三やジャーニー（林家こぶ平）が演じている。ちなみに、グッチが演じる人物の名前には「高田」と付くキャラクターもいるが、これはグッチの本名から取ったもの。
- "WHAT'S ENTERTAINMENT?"に登場するアーティスト達
  - エルブス・プレスリー（アイアイ、森のくまさん、汽車ポッポ、桃太郎：シー・シー・ライダー）
  - ジェームス・ブラウンカン（おべんとうばこ、ねこふんじゃった、むすんでひらいて：セックス・マシーン）
  - ヒマン・ターナー（どんぐりころころ、村祭り：プラウド・メアリー）
  - キリッツ・レイチャールズ（手をたたきましょう：旅立てジャック、ホワッド・アイ・セイ）
  - パパグッチ・フラミンゴ・カレーライス（ソーラン節、ぞうさん、シェリト・リンド）
  - ヒマナスターズ（虫の声、おさるのかごや：愛して愛して愛しちゃったのよ）
  - ローリング・スッテンコロリン（ミック・ジャガイモ）（おもちゃのチャチャチャ：ジャンピン・ジャック・フラッシュ、うさぎとかめ：ホンキー・トンク・ウーマン）
  - デーブ・パープル（いっしゅうかん：スモーク・オン・ザ・ウォーター、アルプス一万尺：ハイウェイ・スター）
  - ノンキーズ（かたつむり：恋の終列車）
  - KISSA（おなかのへるうた、おはなしゆびさん：デトロイト・ロック・シティ）
  - 坂本ハッチ（涙くんさよなら、見上げてごらん夜の星を）
  - アースウィンド・アンドーナッツ（母さんのうた：宇宙のファンタジー）
  - エリックかけブトン（あのこはだレイラ：いとしのレイラ）
  - フルーツブラザーズ（金太郎：ソウルマン）
  - ザ・ビールとす（ジョン・ノレン、ポール・マカロニ、ショージ・ハリマスン、リンゴ・オイワケ）（うみ～おつかいありさん～森のくまさん：プリーズ・プリーズ・ミー～デイ・トリッパー～抱きしめたい）
  - GUEEN（犬のおまわリさん：ボヘミアン・ラプソディー）
  - ブルー・コメツブ（ブルー・シャトウ）
  - マイケル・ハクション（やぎさんゆうびん：今夜はビート・イット）
  - ベイ・シティ・ドーナッツ（ふしぎなポケット：サタデイナイト）
  - アイ高田とオーケーズ（OKAY）
  - ジョン・トラボタル（クラリネットをこわしちゃった：ステイン・アライブ）
  - ロッド・スチュアーデス（ごんべさんの赤ちゃん：アイム・セクシー）
  - EXCITE KING（さっちゃん）
  - ボブ・マーレー右（アイアイ：シャット・ザ・シェリフ）
  - ザ・ダイナマイッターズ（トンネル天国）
  - ビレッジ・ピーマン（大きな栗の木の下で：YMCA）
  - カルチャーセンター（うさぎとかめ：カーマは気まぐれ）
  - エルジョン・トン（おおブレネリ：クロコダイル・ロック）
  - BABA（おはなしゆびさん：ダンシング・クイーン）
  - モム・ジョーンズ（あのこはたあれ：ラブ・ミー・トゥナイト）
  - バリー・マンジロウ（ふしぎなポケット：コパカバーナ）
  - YONTANA（おうま：ブラック・マジック・ウーマン）
  - マホービン・ゲイ（山口さんちのツトム君：ホワッツ・ゴーイン・オン）
  - ジービーズ（山寺の和尚さん：恋のナイトフィーバー）
  - しってる・ポルナレフ（すずめの学校：シェリーに口づけ）
  - グランド・ファンクラブ・レイルロード（カモメの水兵さん：ロコモーション）
- コントの登場人物達
  - 大口裕三博士
  - スマイリー高田（スマイリー小原のパロディ）
  - たかた孝太郎（俵孝太郎がモデル）
  - ドン高田（ダン池田のパロディ）
  - 高島裕之助（中島誠之助のパロディ）
  - もたいつけぞう
  - いいかげんたろう

ほか

## コーナー

### 音楽コーナー
音楽コーナーでは、童謡と洋楽（一部邦楽）を組み合わせ、替え歌にしたパロディソング、往年の海外ポップスを中心としたカバー曲、グッチ裕三が作詞、グッチーズの人良のび太、もしくはエレキ賢明が作曲した番組オリジナル曲（「アササッサ」・「夕暮れママ」など）のいずれかが流れる。
- 『ハッチポッチMTV』
- 『絵描き歌』
- 『WHAT'S ENTERTAINMENT?』

### コント・コーナー
- 『PNN Headline』 - BS版のみの放送。関根がキャスター、ジャーニーが解説委員、ダイヤがリポートを務めた。
- 『江戸川サリバンショー』 - エド・サリヴァン・ショーのパロディ。春、夏、冬の特別編成時のみ放送。ジャーニー、ダイヤなどのレギュラー陣がグッチ扮する江戸川サリバン（エド・サリヴァンのパロディ）のトークショーに招かれるという設定。
- 『大口博士のなんでも相談室』 - 大口博士が子供達から寄せられた質問に答える。しかし、答えはどこか的外れな事が多い。
- 『スマイリー高田のリズムでGO!!』 - ダンスが得意で常にハイテンションなスマイリー高田が、視聴者の質問や悩みに答える。司会はミス・ダイヤモンド。しかし、高田は真剣に答えない。最後は豪快に踊り、紙吹雪を撒く。そして、紙吹雪を散らかした床を自分で掃除して去っていく。
- 『ハッチポッチワイドステーション』 - 今話題のゲストを招いてトークするワイドショー番組。『新・たかた孝太郎SHOW』の原型。
- 『今日こそ料理』 - 大口ゆうことジャー・ジュージューが料理を作るが、他の事に時間を取られ結局料理できないまま終わる。きょうの料理のパロディ。
- 『新・たかた孝太郎SHOW』 - 世界チャンピオン等のゲストを招き、トークショーを行う。
- 『ドン高田のドンバルーム』 - サングラスをかけたドン高田（ダン池田のパロディ）が、様々な楽器の演奏を披露する。が、直前で楽器を自分で破壊するなどしていつも失敗する。手鏡を覗き込み、「鏡よ、鏡よ、かがみます！」と言って突然しゃがみ、画面から消えるというネタもあり。ロンパールームのパロ。
- 『とんでも鑑定団』 - 『開運!なんでも鑑定団』のパロ。
- 『グッチコックのいつでも予告』 - グッチコックが名作映画の予告編を紹介する。アルフレッド・ヒッチコックのヒッチコック劇場のパロディ。
- 『検札です』 - ジャーニーが電車内で検札をするが、誰も乗客が居ないので落語をしたり歌ったりして遊ぶ。
- 『センチメンタルジャーニー』 - 検札中に旅行パンフレットを見つけたジャーニーがその国に思いを馳せる。
- 『ママへの手紙』 - ジャーニーが遠く離れた母に当てて手紙を書く。最後に俳句を詠んで締める。
- 『駅の伝言板』 - ジャーニーが駅の伝言板に書かれた様々なメッセージを読み上げ、それをテーマに喋る。最後にメッセージを黒板消しで消す。
- 『日用品美術館』 - 様々な日用品を、まるで一級の美術品のように大袈裟に紹介し鑑賞する。新日曜美術館（現・日曜美術館）のパロディ。主な作品「見ろよベーナス（ミロのビーナスのパロディ、ベーナスが三本の割箸の上に立っている）」「レレレのおじさん（アルルの女のパロディ、ただの箒）」等
- 『すみの園芸』 - ダイヤが駅の隅で花や園芸のコツについて語る。最後に歌を歌うが、ダイヤの歌を聞いた花は萎れてしまう。趣味の園芸のパロディ。
- 『ダイヤの占い日記』 - ダイヤが様々な物を使って占いをする。そして悪い答えが出る。ダイヤは激しく落ち込むが、即座に陽気になり占いを良い方に解釈する。そして『ケ・セラ・セラ』を熱唱する。
- 『小言の花道』 - 『演歌の花道』のパロディ。エチケットじいさんがマナーのなっていない若者や日常で疑問に感じたことについて語る。なお、コーナーの冒頭に「ハッチポッチの花道は、表もあれば裏もある。人生、これ、エチケットやで」というエチケットじいさんの口上が入る。
- 『じいさんてんさいじ』 - エチケットじいさんが様々なテーマで、視聴者に静かに語りかける。そして話しのテーマに沿った回文を紹介する。なかなか良く考えられた、長い回文である。主な作品として「いよっ!はんしんはつよい」「よわいわよ、はんしんは、よわいわよ」、「いま、うんどうかい、すいか、うどん、うまい」「よる、すきやきするよ」など。コーナーの冒頭では、エチケットじいさんが「上から読んでも、下から読んでも、『じいさんてんさいじ』」とコーナーを紹介する。
- 『エチケット＠メール』 - 「電車にブレーキへそにゴマ、人には節度（もしくは「歴史」）。人生これエチケットやで」のフレーズではじまり、エチケットじいさんが子供達の質問メールに回答する。「ここではきものをぬいでください」など二通りの読み方ができる言葉（ぎなた読み）がテーマとなることが多い。コーナーの冒頭と最後に流れるBGMはツィゴイネルワイゼンの冒頭部分である。
- 『トランク劇場』 - トランクが物にちょっかいを出したりじゃれあったりして遊ぶ。
- 『ミスッタ・マジックの趣味の手品』

### アニメーション
- 『動物オリンピック（Zoo Olympics）』 - 1996年度。海外作品。ナレーションは小島一慶が担当。
- 『トリプレ - いたずら3つ子ちゃん（Les Triples）』[注 7] - 1997年度。海外作品。声の出演は長沢彩ほか。
- 『Quaq Quao』 - 1997年度。海外作品。声の出演は無し。
- 『エクスとプレス』 - 1998年度 - 2005年度。番組オリジナルアニメーション。声の出演は無し。最初に「鉄道唱歌」のメロディーを三味線でアレンジした曲が流れる。大柄な運転士と細身の車掌、2人のちょっとしたやりとりを描く。最後は「夜遅く着きました」で閉まる。
  - 各話リスト
    1. フラワー（1998年4月7日）
    2. トンネル（4月21日）
    3. 孫の手（5月5日）
    4. 魚釣り（5月26日）
    5. 雨（6月9日）
    6. ナポレオン（6月23日）
    7. タンゴ（9月29日）
    8. かばん（10月13日）
    9. やどりぎ（10月27日）
    10. おじさん（11月10日）

  - 出典[19]

### その他
『サークル・ゲーム』
リズムに合わせて答えていく山手線ゲーム。エチケットじいさん登場後に開始。基本的に台本は無いためグッチとジャーニーらの担当声優がアドリブで行う。
ルールはまず最初の人がお題を決め、そのお題に沿った者を1人1つずつ答えていく。答えられない、同じ答えを2回言う、お題にふさわしくない答えを言うとその人がアウトとなり終了する。
極まれに、お題を言ったにもかかわらずコーナー自体が中止となったり、正答でも誰かがそれに対して抗議するなどといった展開で中断される、誤答なのにもかかわらずスルーされるパターンもあった。
『あつまれ！みんなの広場・ハッチポッチステーション』ではいつものメンバーでやった後に、グッチが会場の子供達やお父さん達とも対戦することが多かった。みんなの広場版の後継番組である『ぐっとくるサンデー』内でも継承されている。
主な順番はグッチ→ダイヤ→エチケットじいさん→ジャーニー。
答えのテロップの色はグッチ：□白、ダイヤ：■黄、エチケットじいさん：■赤、ジャーニー：■緑。
コーナー名ならびにオープニングの歌詞は「サークル」と「（順番が）さあ来る」をかけている。
『にらめっこ』
「笑っちゃダメダメ笑っちゃダメダメ♪」という歌詞からスタートし、「ハー、ハッチップ」の掛け声でメンバーの誰かの顔がアップになる。

## 番組内容の変遷
BS2時代（1995年度）
駅前にマスターことツトーム・関根が経営するレストランが存在した。登場人物はツトーム・関根（マスター）、ジャーニー、ダイヤ、トランク。
1年目（1996年度、第1期）
駅構内には、グッチが経営するホテルが隣接し、ミルクスタンド、ダイヤの経営するHP・SHOPが存在した。また、コントコーナーを「放送している」設定のケーブルテレビ局があり一般にスタジオを開放している（グッチやジャーニーが時折観に行っている）。登場人物はグッチ、ジャーニー、ダイヤ、トランク。番組のシンボルマークは"HOTCH POTCH STATION"の文字を四角く配置し、その中に電車のイラストが描かれたものであった。
2年目（1997年度、ここまで第1期）
駅構内の配置は変わらず、登場人物にチケットが登場。
3年目（1998年度、第2期）
2年目から数年後の世界。番組のシンボルマークが踏切をイメージしたものになり、一部のセットが変更。ハッチポッチ鉄道が民営化。チケットが昇格・栄転し、再び登場人物は4人へ。グッチのホテルが閉館し、シネマとなった。
4年目 - 7年目（1999年度 - 2002年度、第3期）
エチケットじいさんが登場。ハッチポッチステーションが大改装され、グッチのシネマがカルチャーセンターに、ダイヤのHP・SHOPがコンビニになり、ジャーニーも車掌に昇格した。『ハッチポッチステーション』といえば主にこの時期の内容を指し、これ以前の内容が公式に触れられることはあまりない。2002年度はオープニング曲の「ハッチポッチファミリー」が新規のものになり、映像にエチケットじいさんのカットが追加され（トランクが吠える部分で挿入される）、2番以降が流れることもあった。
あつまれ！みんなの広場・ハッチポッチステーション（2003年度）
駅構内にミニテレビ局が設置される。
ハッチポッチあんこーる（2003年 - 2005年度）
過去の放送からセレクションで放送。

## 放送時間
主にレギュラー放送としては、1995年度-1998年度までは前期、1999年度-2002年度までは後期となっている。
| 年度        | 放送時間（JST）                                           | 放送時間（JST）                                  | 放送時間（JST）                                  | 放送時間（JST）                                  |              |
| 年度        | BS2                                                       | BS2                                              | NHK教育テレビジョン                              | NHK教育テレビジョン                              |              |
| 年度        | 平日朝                                                    | 平日夕                                           | 平日朝                                           | 平日夕                                           |              |
| ----------- | --------------------------------------------------------- | ------------------------------------------------ | ------------------------------------------------ | ------------------------------------------------ | ------------ |
| 1995        | 08:17 - 08:30（13分）                                     | 17:47 - 18:00（13分）                            | （放送なし）                                     | （放送なし）                                     | （放送なし） |
| 1996 - 1998 | （放送なし）                                              | （放送なし）                                     | 08:20 - 08:30（10分）                            | 16:25 - 16:35（10分）                            |              |
| 1999        | （放送なし）                                              | （放送なし）                                     | （放送なし）                                     | 17:41 - 17:50（09分）                            |              |
| 2000 - 2002 | （放送なし）                                              | （放送なし）                                     | （放送なし）                                     | 17:40 - 17:50（10分）                            |              |
| 年度        | 放送時間（JST）                                           | 放送時間（JST）                                  | 放送時間（JST）                                  | 放送時間（JST）                                  |              |
| 年度        | NHK教育テレビジョン                                       |                                                  |                                                  |                                                  |              |
| 年度        | あつまれ！みんなの広場・ハッチポッチステーション 日曜日夕 | ハッチポッチあんこーる 水曜日未明 （火曜日深夜） | ハッチポッチあんこーる 木曜日未明 （水曜日深夜） | ハッチポッチあんこーる 金曜日未明 （木曜日深夜） |              |
| 2003        | 17:00 - 17:55（55分）                                     | 0:45 - 0:55（10分）                              | 0:45 - 0:55（10分）                              | 0:45 - 0:55（10分）                              |              |
| 2004        | （放送なし）                                              | 0:45 - 0:55（10分）                              | 0:50 - 1:00（10分）                              | 0:45 - 0:55（10分）                              |              |
| 2005        | （放送なし）                                              | 0:50 - 1:00（10分）                              | 0:50 - 1:00（10分）                              | 0:50 - 1:00（10分）                              |              |

## スタッフ
- 企画 - 近藤康弘
- 原作 - 下山啓、山路勝也
- 構成 - 下山啓、山路勝也、杉山文三枝、小山協子、よしだあつこ、石垣敏晴[7][8]
- 美術監督 - 藤枝リュウジ[7][8][4]、宗誠二郎[8]
- 音楽 - グッチ裕三とグッチーズ
- 音楽制作 - ワーナーミュージック・ジャパン
- 人形操作 - 鹿島佳子、おかの公夫、行平久子、竹ヶ原順子
- 人形美術 - 佐藤三郎、飯田静男
- 人形制作 - 木ぐつの木
- 制作 - NHKエデュケーショナル
- 製作協力 - 81プロデュース
- 製作著作 - NHK

エクスとプレス
- 原作 - 酒井睦雄
- キャラクターデザイン - 藤枝リュウジ
- メインアニメーター - 堀口忠彦
- 音楽 - みやざきみえこ

## 主題歌
- オープニングテーマ「ハッチポッチファミリー」

作詞：グッチ裕三、作曲：人良のび太、歌：グッチ裕三&グッチーズ
※ その他の楽曲・関連CD等については「グッチ裕三とグッチーズ」を参照。
オープニングテーマとエンディングテーマに使われた。
オープニングテーマの時は1コーラス分流れたが、エンディングテーマでは音程が異なりインストゥメンタルで、コーラス部分しか流れない。エンディングは回によっては短縮されたり、省略されるケースもあった。
BS2時代はジャズ調の曲がオープニング、エンディング共に使用されていた。
英語版も存在する。